# Anania camerounensis
Anania camerounensis là một loài bướm đêm trong họ Crambidae.